# Disclisioprocta purpurarium
Disclisioprocta purpurarium är en fjärilsart som beskrevs av Hans Rebel 1917. Disclisioprocta purpurarium ingår i släktet Disclisioprocta och familjen mätare. Inga underarter finns listade i Catalogue of Life.